# Guess Who (film)
Guess Who is een Amerikaanse romantische komedie uit 2005. De film werd geregisseerd
door Kevin Rodney Sullivan en heeft komiek Bernie Mac en Ashton Kutcher
in de hoofdrollen. De film behandelt de relatie van een witte jongeman
(Kutcher) met een zwarte jongedame die op zijn schoonvader (Mac) botst.
Guess Who is in feite een remake van de film Guess Who's Coming to Dinner
uit 1967. Alleen waren in die versie de familie en het meisje wit en de schoonzoon zwart.

## Verhaal
Simon Green is een succesvol effectenmakelaar bij JP Oliver. Hij is verloofd met Theresa Jones. Als zijn baas hem dat huwelijk afraadt omdat hij blank is en zij zwart neemt hij ontslag. Net op dat moment zal Simon echter zijn toekomstige schoonouders voor het eerst gaan ontmoeten, en die weten nog niet dat hij blank is - noch dat ze gaan trouwen. Omdat hij de perfecte schoonzoon wil zijn vertelt hij aan niemand dat hij werkloos is.
Simon en Theresa gaan een paar dagen logeren bij haar ouders in Cranford (New Jersey).
Daar krijgen ze al een voorproef van de komende problemen als Percy, Theresa's vader, de zwarte taxichauffeur voor Simon aanziet. Al snel wordt duidelijk dat Percy Simon niet echt genegen is. Zo had hij al op voorhand een hotel voor hem gereserveerd, en als dat niet doorgaat moet hij in de kelder slapen. En om nachtelijke bezoeken aan zijn dochter te vermijden gaat Percy bij hem slapen.
De verstandhouding tussen de twee wordt er niet beter op als Percy uitvist dat Simon nooit met een NASCAR-racewagen heeft gereden zoals hij beweerde - om indruk te maken - en als Simon zich laat ontvallen dat hij 50.000 dollar wil lenen. Percy is immers bankier. Het dieptepunt komt tijdens het avondeten waar ook Theresa's grootvader aanwezig is. Het gesprek gaat over de tegenstelling tussen blank en zwart en Percy laat
Simon een paar grappen over zwarten vertellen. Er wordt hard gelachen tot hij de volgende vertelt: Wat zijn de drie dingen die een zwarte kerel niet kan krijgen? Een blauw ('black eye' in het Engels) oog, een dikke lip en een baan. Theresa's grootvader wordt woedend en Percy verlaat de eettafel.
Het keerpunt is het moment waarop Percy te weten komt dat Simon werkloos is. Als Percy dat aan zijn dochter vertelt komt er een breuk in haar relatie met Simon. Ook de relatie van Percy met Theresa's moeder Marilyn komt door alle problemen onder druk te staan. Marilyn en Theresa gaan weg en blijven een nacht logeren bij
Marilyns zus. Gedurende die tijd groeien Percy en Simon naar elkaar toe. Als ze zich de volgende dag gaan excuseren bij hun wederhelften komt het weer goed
tussen Percy en zijn vrouw. Bij Simon en Theresa komt het echter tot een breuk.
Vlak voor zijn jubileumfeest beslist Percy plots om Simon af te halen bij het treinstation. Hij overtuigt Simon ervan om het weer goed te maken met zijn dochter en zegt dat hij een goede schoonzoon zou zijn. Die avond, tijdens het
feest, komt Simon opdagen en verklaart zijn liefde aan Theresa. Ze zijn weer samen. De film eindigt als de familie bij elkaar, die de dvd met de opnames van het feest bekijken en die becommentariëren.

## Rolbezetting
| Acteur              | Personage             | Opmerkingen               |
| ------------------- | --------------------- | ------------------------- |
| Bernie Mac          | Percy Jones           | Schoonvader               |
| Ashton Kutcher      | Simon Green           | Schoonzoon                |
| Zoë Saldaña         | Theresa Jones         | Dochter                   |
| Judith Scott        | Marilyn Jones         | Schoonmoeder              |
| Hal Williams        | Howard Jones          | Schoongrootvader          |
| Kellee Stewart      | Keisha Jones          | Schoonzus                 |
| Robert Curtis Brown | Dante                 | Organisator jubileumfeest |
| RonReaco Lee        | Reggie                | Collega van Percy         |
| Paula Newsome       | Darlene               | Zus van Marilyn           |
| Phil Reeves         | Fred                  |                           |
| Sherri Shepherd     | Sydney                |                           |
| Nicole Sullivan     | Liz Klein             |                           |
| Jessica Cauffiel    | Polly                 |                           |
| JoNell Kennedy      | Winnie                |                           |
| Niecy Nash          | Naomi                 |                           |
| Kimberly Scott      | Kimbra                |                           |
| Richard Lawson      | Marcus                |                           |
| Kenneth Campbell    | Nathan Rogers         |                           |
| Mike Epps           | Taxichauffeur         |                           |
| Richard T. Jones    | Man in de telefooncel |                           |

## Armband
- Tijdens de opnames weigerde Ashton Kutcher zijn Kabbala-armband af te doen. Naar verluidt kostte het 100.000 dollar om het digitaal uit de beelden te halen; het is echter in sommige scènes duidelijk te zien.